# Furcaperla bifurcata
Furcaperla bifurcata är en bäcksländeart som först beskrevs av Wu, C.F. 1948.  Furcaperla bifurcata ingår i släktet Furcaperla och familjen jättebäcksländor. Inga underarter finns listade i Catalogue of Life.